# Bernhard Grueber
Bernhard (Bernard) Grueber (27. března 1807, Donauwörth – 12. října 1882, Schwabing) byl německý architekt působící v Čechách, první profesor architektury na Akademii výtvarných umění v Praze a historik umění.

## Život

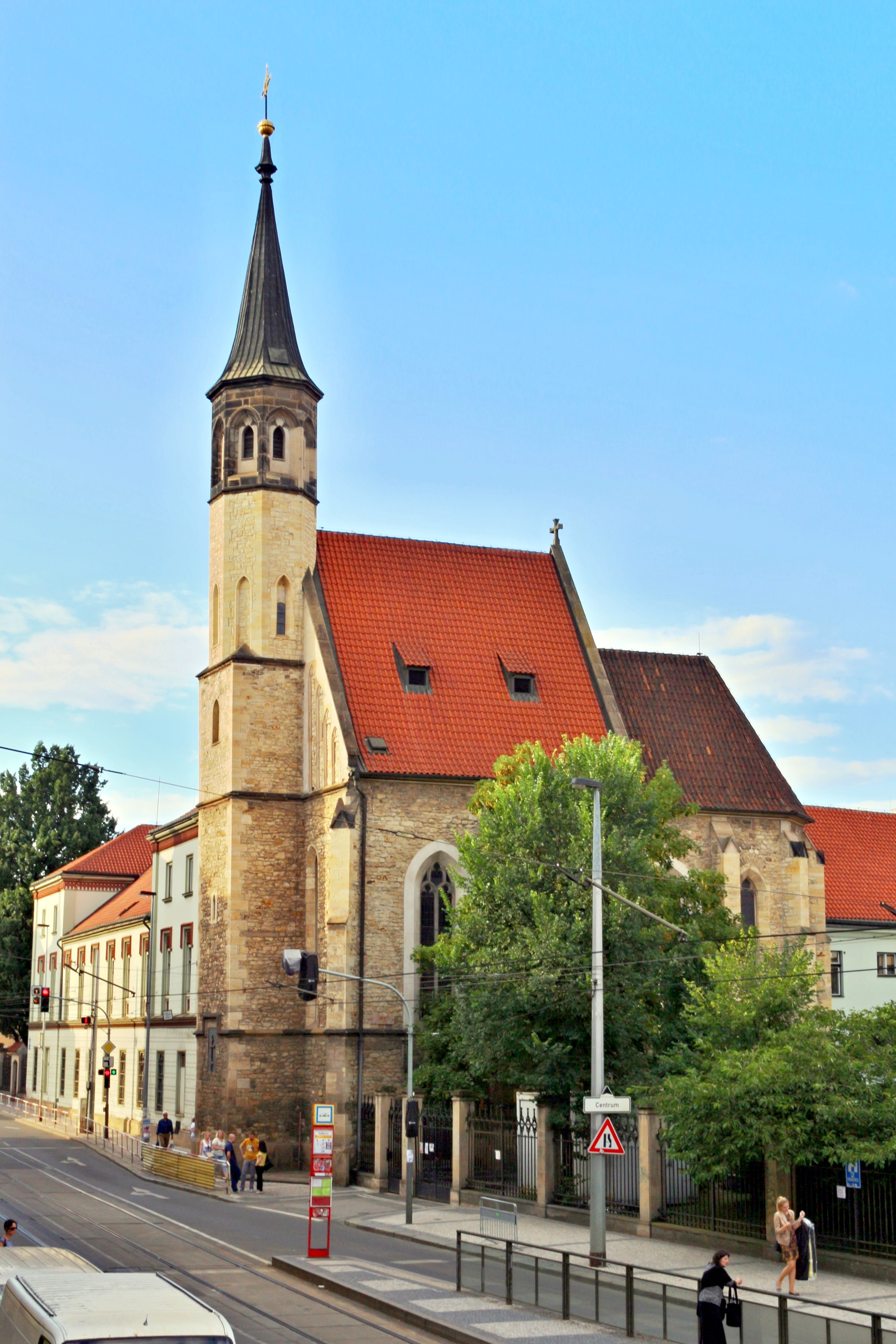
Kostel Zvěstování Panny Marie Na slupi v Praze, přestavěný podle návrhu B. Gruebera

Grueber vystudoval malířství a architekturu na mnichovské Akademii výtvarných umění (Akademie der Bildenden Künste München).
Od roku 1830 byl asistentem architekta Josepha Daniela Ohlmüllera při stavbě kostela v Au. Po studiích se jako architekt podílel na obnově katedrály v Řezně a v letech 1833-44 vyučoval na tamější Královské polytechnice (Königlichen Polytechnischen Schule Regensburg). V letech 1834 a 1837 podnikl studijní cesty do Itálie. Roku 1844 ho povolala Společnost vlasteneckých přátel umění, aby se stal profesorem architektury na nově zřízené stolici architektury pražské Akademie. Romantický styl architektury importovaný z Bavorska se měl stát alternativou k rakouskému státnímu utilitarismu.
Od 30. let trpěl vážnou ztrátou sluchu, která mu ztěžovala kontakt s kolegy a své působení na pražské Akademii ukončil roku 1870. Po roce 1848 sílil odpor domácích historiků proti Grueberově nacionální německé předpojatosti v interpretaci historie. Grueber se proto roku 1874 vrátil do Schwabingu, kde roku 1882 zemřel.

## Dílo

### Stavby a rekonstrukce
- Reprezentační sál, Salmovský palác v Praze
- Staroměstské nábřeží Vltavy (40. léta)
- Letohrádek královny Anny, klasicistní schodiště (1845-46)
- Aehrenthalský palác v Praze (jednalo se o část paláce vzniklou parcelací v 19. století; dům ve Štěpánské ulici z let 1847-1848 vznikl sloučením dvou menších domů a na části zahrady Aehrenthalského paláce a měl čp. 628; zanikl v roce 1912 při stavbě jihovýchodní části paláce Lucerna, čp. 704; nejednalo se o palác, který by sloužil jako sídlo Aehrenthalů)
- Úprava jižního křídla Staroměstské radnice, Praha (1854 – 57)
- Obnova kláštera servitů s kostelem Zvěstování Panny Marie Na trávníčku, Na slupi, Praha (1858)
- Kostel Narození Panny Marie v Turnově
- Hřbitovní kaple Svatý Jan pod Skalou
- Zámek Sychrov – úpravy
- Zámek Hrubá Skála – úpravy
- Zámek Sychrov – přestavba (1847-51)
- Zámek Orlík – přestavba (1850-62)
- Novogotická kaple v Lanžově ( základní kámen 1854, vysvěcení 1862)
- Zámek Blatná – úprava (1850-56)
- Klášter ve Vyšším Brodě (regotizace kostela, do r. 1862)
- Kostel sv. Martina v Sedlčanech - úpravy 1862-1864
- Vyšebrodský dům, České Budějovice (1863-64)

### Publikace autora (výběr)
- Die Kunst des Mittelalters in Böhmen, Wien 1871-1879, 4 svazky
- Die Elemente der Kunsttätigkeit, Leipzig 1875
- Über die Entwicklung der Bautechnik in Böhmen, Technische Blätter 3, 1871, s. 217-224
- Die Kathedrale des heil. Veit zu Prag und die Kunstthätigkeit Kaiser Karl IV.: Eine architektonisch-archäologische Studie, Praha 1869 archive.org
- Die Kathedrale des Hl. Veit zu Prag und die Kunsttätigkeit Kaiser Karls IV. Eine architektonisch-archäologische Studie, Praha 1869
- Dřevěné stavby v Čechách, Zprávy spolku architektů a inženýrů v království Českém 4, 1869, s. 37-41
- Die Junker von Prag. Steinmetzen des 15. Jahrhunderds, Mitteilungen des Vereines für Geschichte der Deutschen in Böhmen 4, 1866, s. 172-178
- Die Kaiserburg zu Eger und die an diesen Bauwerk sich anschliessender Denkmale, Prag 1860
- Charakteristik der Baudenkmale Böhmens, Wien 1856